# Tlepólemo
Tlepólemo (en griego, Τληπόλεμος, Tlepólemos; en latín, Tlepolemus) fue un héroe de la mitología griega, hijo de Heracles. Durante la guerra de Troya acaudilló el contingente de los rodios, con nueve naves. Su mujer se llamaba Polixo o Filozoe. 
«Tlepólemo, el noble y alto Heraclida, había conducido de Rodas nueve naves de orgullosos rodios, que administraban Rodas ordenados en tres grupos distintos: Lindo, Yáliso y Camiro, de un color blanco brillante. Al frente de éstos iba Tlepólemo, insigne por su lanza, a quien dio a luz Astioquía por obra del pujante Heracles. La había traído Heracles de Éfira, a orillas del río Seleente tras saquear numerosas ciudades de mozos criados por Zeus. Tlepólemo, después de criarse en el bien claveteado palacio, mató al querido tío materno de su padre, que ya estaba envejeciendo, a Licimnio, retoño de Ares. En seguida construyó naves y, tras reunir numerosa hueste, partió fugitivo por el ponto: lo habían amenazado los demás hijos y los nietos del pujante Heracles. Llegó en su peregrinar a Rodas, tras sufrir penalidades, e instalaron su casa divididos en tres tribus y se ganaron el amor de Zeus, que de dioses y de hombres es soberano, y sobre ellos portentosa opulencia derramó el Cronión».
Tlepólemo se encontró con Sarpedón en el primer día de lucha relatado en la Ilíada y se burló de él diciéndole que le faltaba valor y que no podía ser realmente el hijo de Zeus. Tlepólemo le atacó entonces y, aunque hirió a Sarpedón, éste lo mató.
En cuanto a la madre de Tlepólemo, Homero la llama Astíoque, Hesíodo la llama Astidamea, y Ferécides Astigenea. Era hija de Filante, pero Píndaro dice que ella era hija de Amíntor, en cambio Hesíodo y Simónides que de Órmeno.
Píndaro, para ensalzar el linaje de Diágoras de Rodas, vencedor en el pugilato, canta la historia de Tlepólemo, que tuvo que exiliarse, abandonando su tierra del Peloponeso, por indicación de Apolo, a causa de un asesinato:
«Quiero desde el principio, a partir de Tlepólemo, anunciarles rectamente su historia común, a ellos, de Heracles muy poderoso linaje. Pues por parte de padre, se ufanan de ser descendientes de Zeus; por su madre, Astidamía, son estirpe de Amíntor (...). Pues al hermano bastardo de Alcmena con bastón golpeó de rígido olivo y en Tirinto mató —a Licimnio llegado de la alcoba de Mídea— antaño el colonizador de esta tierra, irritado. (...) Y al dios marchó, a consultar el oráculo. El dios de guedejas de oro [Apolo], desde su sacro recinto oloroso, ordenóle viaje naval de la costa de Lerna, derecho al territorio por la mar rodeado».
Heracles, junto con los calidonios, emprendió una expedición contra los tesprotos, y tomada la ciudad de Éfira, de la que era rey Filante, se unió con su hija Astíoque, y tuvo un hijo, Tlepólemo. Después del saqueo de Ilión los hombres de Tlepólemo arribaron a Creta, y más tarde, impelidos por los vientos, se asentaron en las islas ibéricas. Higino cita a Tlepólemo como uno de los pretendientes de Helena.
Los rodios, que no están de acuerdo con los lacedemonios, dicen que Helena, cuando murió Menelao y Orestes estaba todavía errante, perseguida por Nicóstrato y Megapentes fue a Rodas, porque era amiga de Polixo, la mujer de Tlepólemo, pues Polixo era argiva de nacimiento, y casada ya antes con Tlepólemo, compartió su destierro a Rodas, y entonces era reina de la isla, al haber quedado con un hijo huérfano.